# Championnat d'Autriche de football 2003-2004
Navigation
Saison précédente Saison suivante
La saison 2003-2004 du Championnat d'Autriche de football était la 93e édition du championnat de première division en Autriche. Les 10 meilleurs clubs du pays se retrouvent au sein d'une poule unique, la Bundesliga, où ils s'affrontent quatre fois, deux fois à domicile et deux fois à l'extérieur. À l'issue du championnat, le dernier de la poule est relégué et remplacé par le club champion de D2.
Cette saison voit le sacre du Grazer AK, qui termine en tête du championnat, devançant d'un seul point l'Austria Vienne, le champion en titre et de 9 points le SV Pasching. Il s'agit du tout premier titre de champion d'Autriche de son histoire. Le Grazer AK réussit d'ailleurs le doublé Coupe-championnat en battant l'Austria Vienne en finale de la Coupe d'Autriche.

## Les 10 clubs participants
| - SV Pasching - SK Rapid Vienne - Grazer AK - SK Sturm Graz - FK Austria Vienne | - SV Austria Salzbourg - SV Mattersburg - Promu de 1.division - SC Schwarz-Weiß Bregenz - VfB Admira Wacker Mödling - FC Kärnten |

## Compétition

### Classement
Le barème utilisé pour établir le classement est le suivant :
- Victoire : 3 points
- Match nul : 1 point
- Défaite : 0 point

| Rang | Équipe                    | Pts | J  | G  | N  | P  | Bp | Bc | Diff |
| ---- | ------------------------- | --- | -- | -- | -- | -- | -- | -- | ---- |
| 1    | Grazer AK C               | 72  | 36 | 21 | 9  | 6  | 62 | 32 | +30  |
| 2    | FK Austria Vienne T       | 71  | 36 | 21 | 8  | 7  | 63 | 31 | +32  |
| 3    | SV Pasching               | 63  | 36 | 17 | 12 | 7  | 59 | 41 | +18  |
| 4    | SK Rapid Vienne           | 57  | 36 | 16 | 9  | 11 | 50 | 47 | +3   |
| 5    | SC Schwarz-Weiß Bregenz   | 45  | 36 | 11 | 12 | 13 | 47 | 58 | -11  |
| 6    | VfB Admira Wacker Mödling | 42  | 36 | 11 | 9  | 16 | 42 | 49 | -7   |
| 7    | SV Austria Salzburg       | 38  | 36 | 11 | 5  | 20 | 44 | 48 | -4   |
| 8    | SV Mattersburg P          | 37  | 36 | 9  | 10 | 17 | 39 | 61 | -22  |
| 9    | SK Sturm Graz             | 35  | 36 | 8  | 11 | 17 | 39 | 52 | -13  |
| 10   | FC Kärnten                | 32  | 36 | 7  | 11 | 18 | 36 | 62 | -26  |

|  | Qualification pour la Ligue des clubs champions 2004-2005                               |
|  | Qualification pour la Coupe UEFA 2004-2005                                              |
|  | Qualification pour la Coupe Intertoto 2004                                              |
|  | Relégation en 1.division                                                                |
|  | T : Tenant du titre C : Vainqueur de la Coupe d'Autriche P : Promu de deuxième division |

## Bilan de la saison
| Championnat d'Autriche de football 2003-2004 |                                  |
| Champion                                     | Grazer AK (1er titre)            |
| Coupes et trophées                           |                                  |
| Vainqueur de la Coupe d'Autriche 2003-2004   | Grazer AK                        |
| Vainqueur de la Supercoupe d'Autriche        | Austria Vienne                   |
| Qualifications continentales                 |                                  |
| Ligue des clubs champions 2004-2005          | Grazer AK (3e tour préliminaire) |
| Coupe UEFA 2004-2005                         | Austria Vienne                   |
| Coupe UEFA 2004-2005                         | SV Pasching                      |
| Coupe UEFA 2004-2005                         | Rapid Vienne                     |
| Coupe Intertoto 2004                         | SC Schwarz-Weiß Bregenz          |
| Promotions et relégations                    |                                  |
| Promus en Bundesliga                         | FC Wacker Innsbruck              |
| Relégués en 1.division                       | FC Kärnten                       |